# Aserbaidschan
Aserbaidschan (aserbaidschanisch Azərbaycanⓘ, amtlich Republik Aserbaidschan, aserbaidschanisch Azərbaycan Respublikası) ist ein Staat in Vorderasien (im Wesentlichen; ein kleiner Teil des Gebiets liegt je nach Definition jedoch in Europa) mit über 10 Millionen Einwohnern. Zwischen Kaspischem Meer und Kaukasus gelegen, grenzt er im Norden an Russland, im Nordwesten an Georgien, im Süden an Iran, im Westen an Armenien und über die Exklave Nachitschewan, die vom aserbaidschanischen Kernland durch einen armenischen Gebietsstreifen getrennt ist, an die Türkei; außerdem verlaufen über dem Kaspischen Meer die Grenzen zu Kasachstan im Nordosten und Turkmenistan im Osten. Hauptstadt und mit rund 2,2 Millionen Einwohnern größte Stadt Aserbaidschans ist Baku (aserbaidschanisch Bakı), eine bedeutende Hafenstadt am Kaspischen Meer. Weitere wichtige Städte sind Sumqayıt, Gəncə und Lankaran. Mehr als 89 Prozent der Bevölkerung sind schiitische Muslime.
„Aserbaidschan“ bezeichnete ursprünglich die weiter südlich gelegene iranische Region Aserbaidschan, während das heutige Staatsgebiet Arrān und Albania hieß. Als das Russische Kaiserreich zerfiel, wurde am 28. Mai 1918 die unabhängige Demokratische Republik Aserbaidschan ausgerufen. Nach nur zwei Jahren fiel Aserbaidschan allerdings wieder an die Sowjetunion und wurde zu deren Teilstaat Aserbaidschanische Sozialistische Sowjetrepublik. 1991 wurde Aserbaidschan wieder unabhängig. Mit dem Nachbarland Armenien bestand bis 2024 ein bewaffneter Konflikt um die Region Bergkarabach.
Bis heute wird das Land autoritär regiert: Es kommt regelmäßig zu schwerwiegenden Verletzungen der Menschenrechte, Frauen und Minderheiten werden in Aserbaidschan unterdrückt, die Meinungsfreiheit ist stark eingeschränkt und Regierungskritiker werden verfolgt und inhaftiert.
Aserbaidschan verfügt über bedeutende Ölreserven – ein rasanter Wirtschaftsaufschwung hat es seit 2000 zu einem Land mittleren Einkommens gemacht. Außerdem ist Aserbaidschan einer von sechs unabhängigen Turkstaaten und aktives Mitglied der Organisation der Turkstaaten sowie der TÜRKSOY-Gemeinschaft.

## Geographie

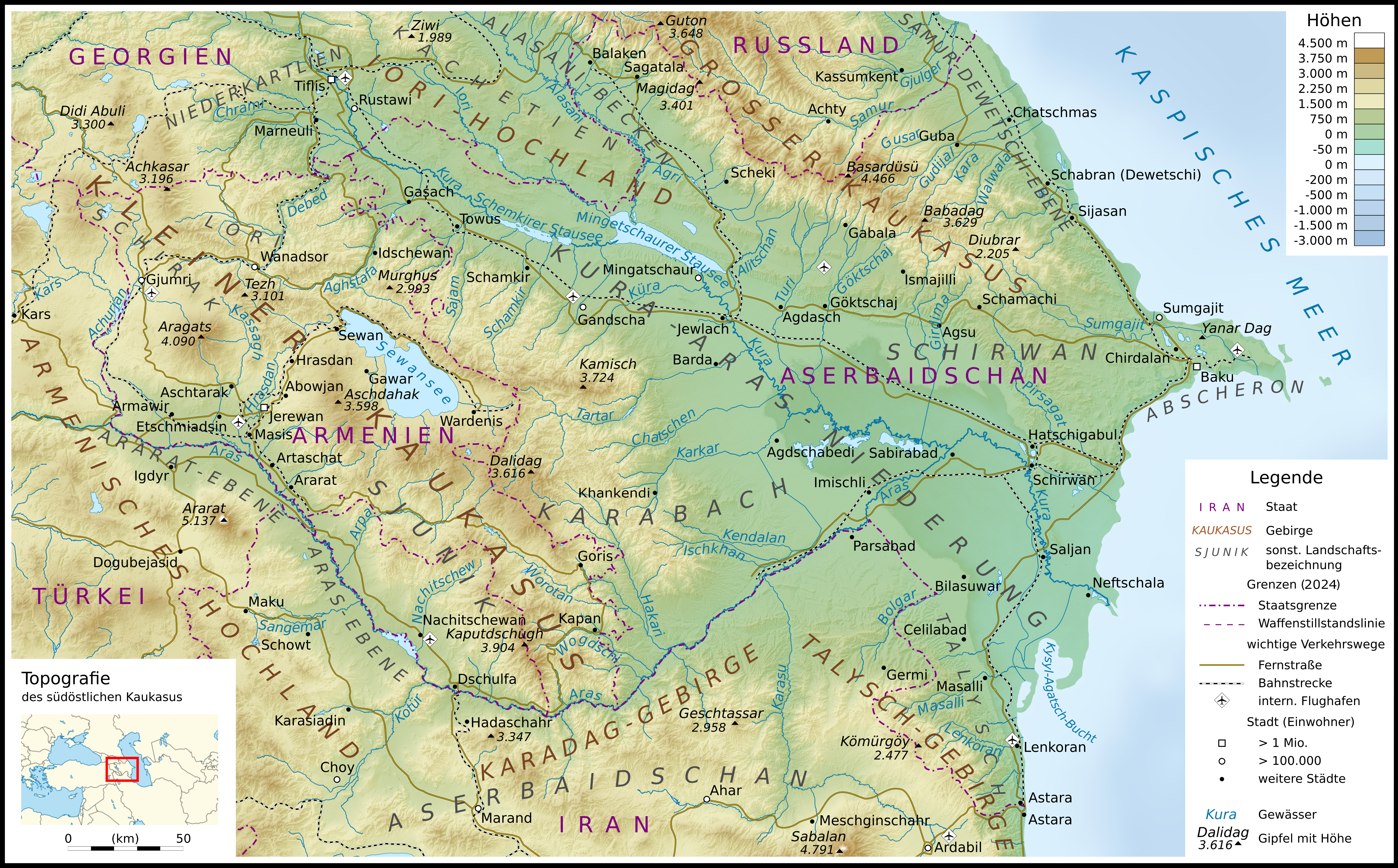
Topografie Aserbaidschans und des Nachbarlands Armenien

Aserbaidschan liegt größtenteils im Kaukasus und grenzt an Russland (Dagestan), Georgien (Niederkartlien und Kachetien), Armenien und Iran. Die Gesamtfläche des Landes beträgt 86.600 km². In der Autonomen Republik Nachitschewan, die eine Exklave darstellt, hat Aserbaidschan eine 17 Kilometer lange Grenze mit der Türkei. Das Staatsgebiet mit einer Fläche von 86.600 km² erstreckt sich von 44 bis 52 Grad östlicher Länge und von 38 bis 42 Grad nördlicher Breite. Davon nimmt die Autonome Republik Nachitschewan 5500 Quadratkilometer ein.

### Landschaft

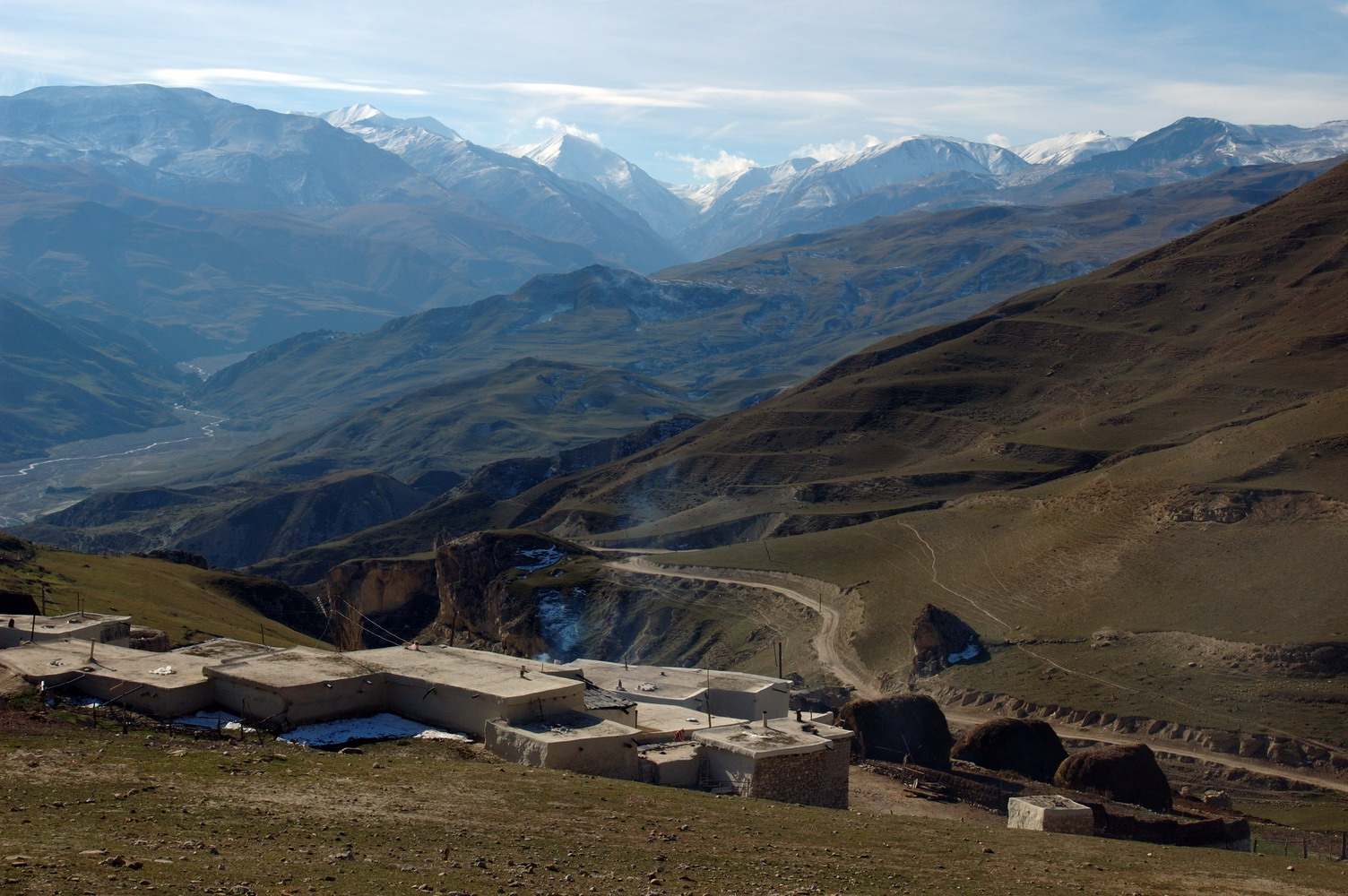
Großer Kaukasus

Aserbaidschan hat Anteil am Kaspischen Kaukasus. Im Süden des Landes befindet sich der Kleine Kaukasus. An der Grenze zu Iran erhebt sich das Talyschgebirge. Der höchste Berg ist der zum Großen Kaukasus gehörende Bazardüzü mit 4466 Metern unmittelbar an der Grenze zu Russland. Größter See ist der Sarısu mit 67 km². Die Kura (aserbaidschanisch Kür), die im Mingetschaur-Stausee zum größten künstlichen Binnensee des Landes aufgestaut wird, mündet nach 1364 Kilometern Länge in das Kaspische Meer. Der Aras bildet die Grenze zu Iran. Zum Staatsgebiet gehören auch die Inseln Pirallahı und Cilov im Kaspischen Meer. Auf der Halbinsel Abşeron gibt es mehrere Ölfelder.
Das Land ist zu 50 % von Ackerland, zu 12 % von Wald und zu 2 % von Wasser bedeckt.

### Tierwelt
Etwa 18.000 Tierarten – darunter 102 Säugetierarten – leben in Aserbaidschan, so zum Beispiel Braunbären, Wölfe, Wildschweine, Hirsche, Gazellen, Goldschakale, Eurasische Luchse, Leoparden und Streifenhyänen, aber auch Reptilien und Nagetiere. Die Spinnenfauna Aserbaidschans ist gut untersucht – bisher sind hier 717 Arten nachgewiesen worden (Stand 2019).

### Klima
Am Rande der gemäßigten und subtropischen Klimazonen gelegen weist das Klima Aserbaidschans reliefbedingt erhebliche Unterschiede auf. In der Kura-Aras-Niederung und Abşeron-Halbinsel herrscht semiarides Halbwüsten- und Steppenklima mit 200–300 mm Niederschlag jährlich vor. In den südlichen Küstengebieten dagegen findet sich feucht-subtropisches Ostseitenklima mit im äußersten Süden erheblichen Niederschlagsmengen (1800 mm, überwiegend im Winterhalbjahr). Im Gebirge herrscht Gebirgsklima mit ebenfalls hohen Niederschlägen (1500 mm). Die durchschnittliche Jahrestemperatur beträgt 13,1 °C.

### Städte
Im Jahr 2023 lebten 58 Prozent der Einwohner Aserbaidschans in Städten. Die größten Städte des Landes sind:
1. Baku: 2.303.100 Einwohner
2. Sumqayıt: 346.800 Einwohner
3. Gəncə: 335.800 Einwohner
4. Mingəçevir: 106.600 Einwohner
5. Xırdalan: 101.500 Einwohner
6. Naxçıvan: 95.600 Einwohner
7. Şirvan: 88.200 Einwohner

## Bevölkerung

### Demografie
Aserbaidschan hatte 2022 10,1 Millionen Einwohner. Die Einwohnerzahl blieb nahezu konstant. Trotz eines Geburtenüberschusses (Geburtenziffer: 12,1 pro 1000 Einwohner vs. Sterbeziffer: 6,0 pro 1000 Einwohner) blieb die Bevölkerung durch Auswanderung gleich. Die Anzahl der Geburten pro Frau lag 2022 statistisch bei 1,7, die der Region Europa und Zentralasien betrug 1,7. Die Lebenserwartung der Einwohner Aserbaidschans ab der Geburt lag 2022 bei 73,5 Jahren (Frauen: 76,2, Männer: 70,6). Der Median des Alters der Bevölkerung lag im Jahr 2021 bei 31,4 Jahren. Im Jahr 2023 waren 22,9 Prozent der Bevölkerung unter 15 Jahre, während der Anteil der über 64-Jährigen 7,6 Prozent der Bevölkerung betrug.

### Bevölkerungsstruktur und Migration

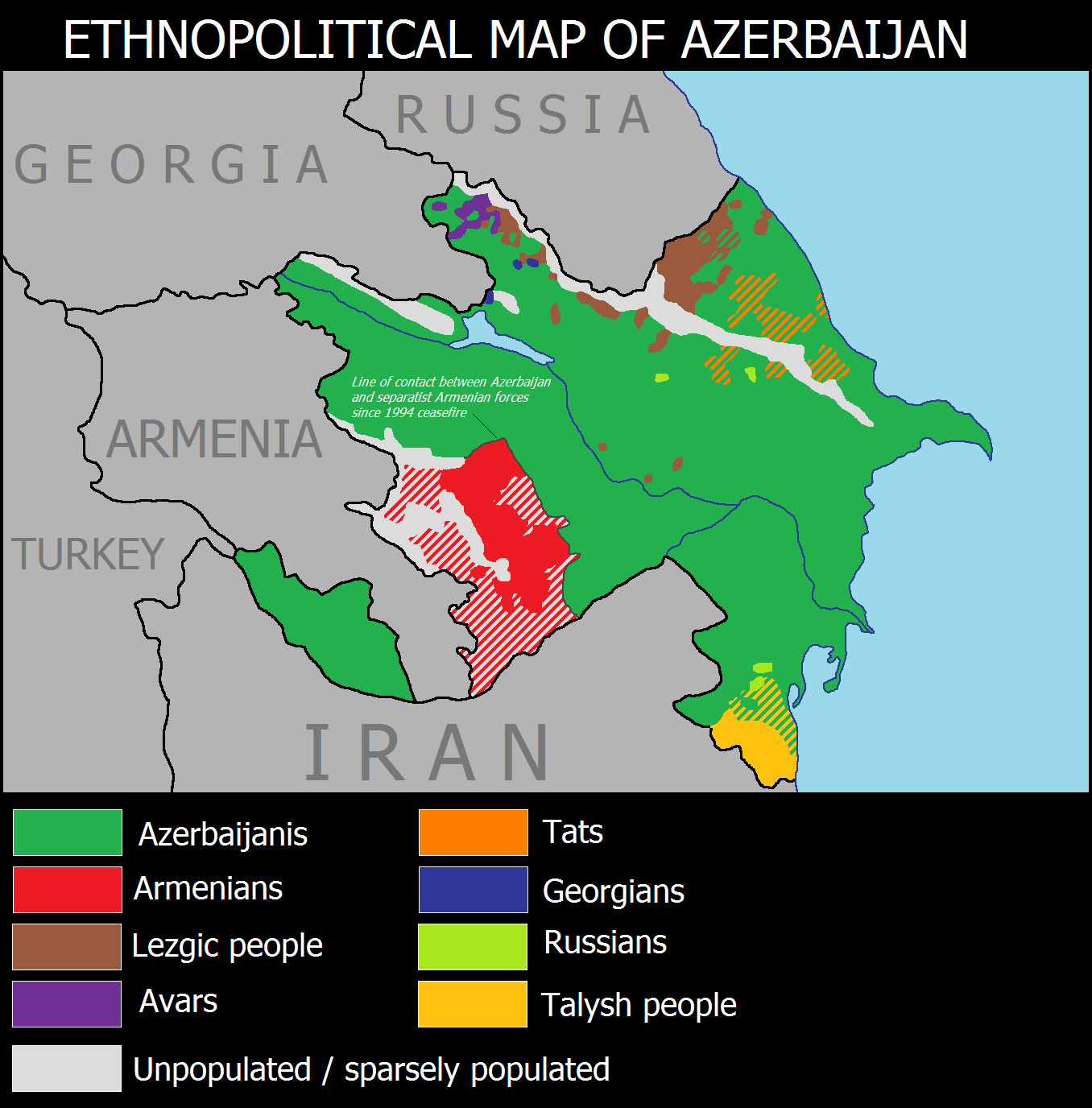
Volksgruppen in Aserbaidschan (1994–2020, nach dem Ersten Bergkarabachkrieg und vor dem Zweiten Bergkarabachkrieg).

91,6 % oder 8.172.809 Personen der Bevölkerung betrachteten sich bei der Volkszählung 2009 als Aserbaidschaner. Den restlichen Anteil bildeten die 180.300 Lesgier (2,02 %), 120.306 Armenier (1,35 %), 119.307 Russen (1,34 %), 111.996 Talyschen (1,26 %), 49.838 Awaren (0,56 %), 37.975 Türken (0,43 %), 25.911 Tataren (0,29 %), 25.218 Taten (0,28 %), 21.509 Ukrainer (0,24 %), 12.289 Zachuren (0,14 %), 9912 Georgier (0,11 %), 9084 Juden (0,1 %), 6065 Kurden (0,07 %) und 3821 Udinen (0,04 %). Andere Minderheiten sind die Mescheten (ca. 106.000), Grizen (ostkaukasische Sprache; ca. 4400) und Chinalugen (ostkaukasische Sprache; ca. 2200). Die seit dem 19. Jahrhundert in der Region lebenden Kaukasiendeutschen wurden während des Zweiten Weltkrieges zumeist deportiert. Die hauptsächlich aus dem Königreich Württemberg stammenden landlosen Bauern (Schwaben) waren auf Initiative des russischen Zaren Alexander I. im westlichen Teil Aserbaidschans angesiedelt und gründeten dort mehrere Kolonien, darunter Helenendorf, Annenfeld, Georgsfeld, Traubenfeld und Eigenfeld. Bis zu ihrer Deportation lebten Schätzungen zufolge bis zu 20.000 Deutsche in Aserbaidschan.
Zwischen 12 und 15 Millionen Aserbaidschaner leben in Iran, bis zu 16 % der Bevölkerung Irans. Damit gibt es mehr Aserbaidschaner in Iran als in Aserbaidschan selbst, die meisten davon im Nordwesten des Landes. Aserbaidschaner betrachten sich ethnisch, sprachlich und kulturell mit den Türken verwandt.
Infolge des Bergkarabachkonflikts und der seit 1993 andauernden armenischen Besetzung dieser Gebiete leben 600.000 bis 700.000 Aserbaidschaner (Stand 2003) als Flüchtlinge in Aserbaidschan unter schlechten Lebensbedingungen.
Die intern Vertriebenen aus der Bergkarabach-Region bedeuten einen finanziellen Aufwand für Aserbaidschan. 2005 hat das World Food Programme der Vereinten Nationen die Ernährungssicherheit von über 90 % der Binnenvertriebenen in Aserbaidschan als „food insecure“ bezeichnet. Laut Regierungsaussagen belaufen sich die Ausgaben für die intern Vertriebenen auf jährlich 3 % des Gesamtbudget des Landes.

### Sprachen
Staats- und Amtssprache ist seit Ende der Sowjetunion ausschließlich die aserbaidschanische Sprache (Eigenbezeichnung Azərbaycan dili/türkçesi), die – nach unterschiedlichen Schätzungen, einschließlich der Sprecher in Iran – etwa 20 bis 32 Millionen Muttersprachler hat. Die Sprache wurde bis zum Jahr 1937 als Türkisch (Eigenbezeichnung: Türk dili) bezeichnet; nach dem Jahr 1937 wurde die Sprache als ein Teil der Stalinpolitik in Aserbaidschanisch umbenannt. Aserbaidschanisch gehört zu den Turksprachen und weist große Ähnlichkeiten mit der türkischen Sprache auf. Seit Dezember 1992 wird Aserbaidschanisch – in Anlehnung an das Türkische – in lateinischer Schrift geschrieben, zuvor wurde das kyrillische Alphabet benutzt.
Bis 1991 war Russisch ebenfalls Amtssprache. Seit der Unabhängigkeit nahm dessen Bedeutung jedoch ab; es spielt aber noch immer eine große Rolle im täglichen Leben und wird von vielen Schülern ab der ersten Klasse gelernt. Russisch dient außerdem als Sprache zur interethnischen Kommunikation. Trotzdem lernen daneben mehr und mehr junge Aserbaidschaner auch Englisch. Viele Schüler bekunden zudem Interesse an weiteren Fremdsprachen, unter anderem Deutsch, Französisch und insbesondere (Türkei-)Türkisch.
Außerdem werden in Aserbaidschan noch 14 Minderheitensprachen aus vier verschiedenen Sprachfamilien gesprochen, darunter etwa Georgisch oder Awarisch. Armenisch, das vor dem Krieg um Bergkarabach von 70 % der dortigen Bevölkerung und von Minderheiten in vielen anderen Regionen Aserbaidschans, insbesondere Städten, gesprochen wurde, ist praktisch nur noch im Gebiet Bergkarabach anzutreffen, dort aber nunmehr zu nahezu 100 %.

### Religionen

#### Islam

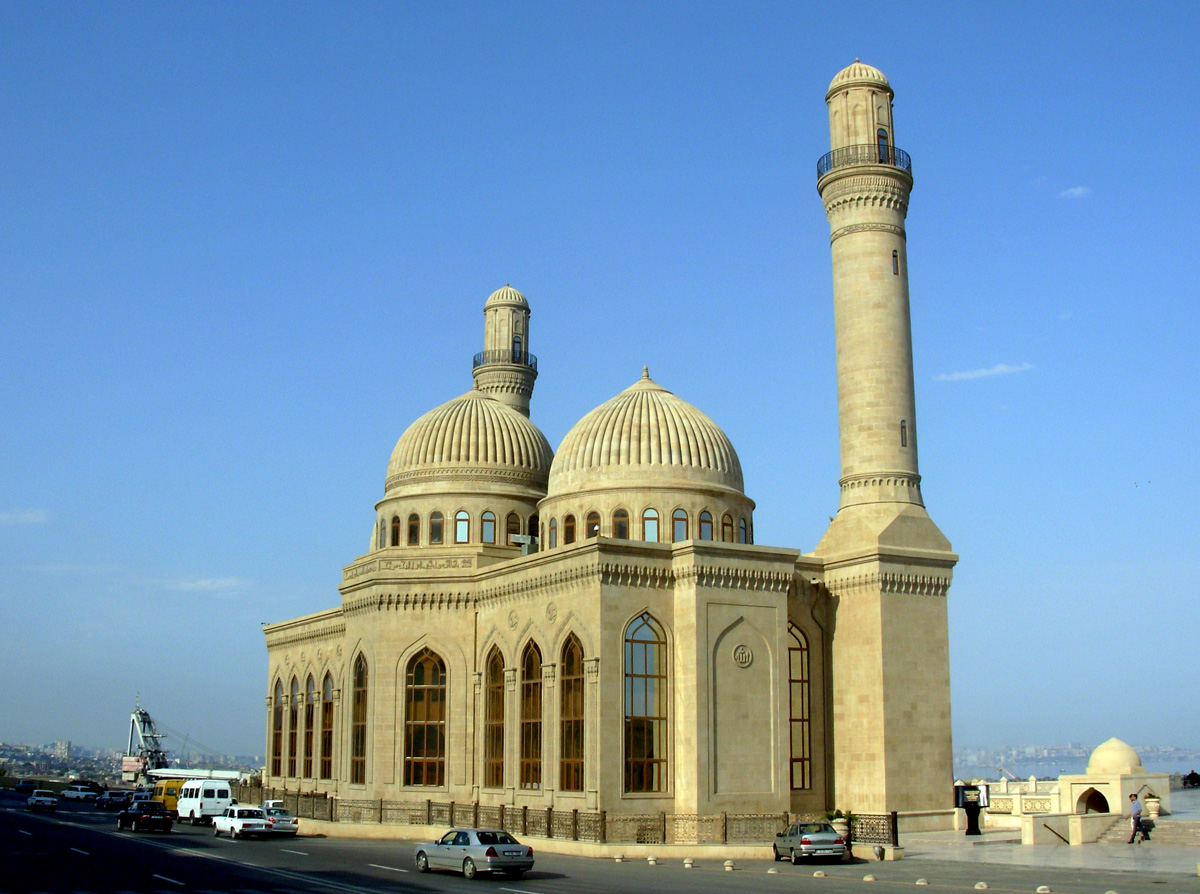
Bibi-Heybat-Moschee

Vorherrschende Religion ist der schiitische Islam, der im 8. Jahrhundert von arabischen Eroberern verbreitet wurde. Aserbaidschan ist neben Iran, dem Irak und Bahrain eines der wenigen Länder mit schiitischer Bevölkerungsmehrheit: Etwa 85 % der muslimischen Aserbaidschaner sind nach einer Schätzung von 1992 Schiiten, 15 % Sunniten, nach einer Schätzung von 2011 sind es 65 % Schiiten und 35 % Sunniten.
Viele Aserbaidschaner wurden während der Sowjetherrschaft säkularisiert. 1917 gab es in Aserbaidschan noch 3000 funktionierende Moscheen. Ab 1920 verstärkten sich die antireligiösen Kampagnen. Im Dezember 1928 übergab das Zentralkomitee der Kommunistischen Partei Aserbaidschans viele Moscheen, Kirchen und Synagogen in Besitz der Bildungsvereine für weltliche Zwecke, so dass 1933 die Zahl aktiver Moscheen auf 17 gesunken war. Daher bezeichnen sich nur etwa 10 % als regelmäßig praktizierende Muslime. Die meisten Aserbaidschaner praktizieren den Islam nur an hohen Feiertagen wie dem Ramadan.
Nach dem Zerfall der Sowjetunion erlebte der Islam aber eine Wiedergeburt. Immer mehr Menschen wandten sich dem Islam wieder zu. Besonders im Süden des Landes entsteht seit einigen Jahren durch iranischen Einfluss eine orthodoxere Form des Islams. 1991 wurden erste politische Organisationen mit islamischem Charakter in Aserbaidschan gegründet. Hierzu gehören die Islamische Partei Aserbaidschans, die Aserbaidschanische Partei für islamischen Fortschritt und die Organisation Azad Ruhaniler. Anschließend wurden unter den aktualisierten laizistischen Gesetzen Aserbaidschans im Jahr 1995 die Islamische Partei Aserbaidschans, die Aserbaidschanische Partei für islamischen Fortschritt und andere islamische Parteien und Organisationen verboten. Auch die (Neu-)Gründung religiöser Parteien wurde gesetzlich verboten.

#### Judentum
In Aserbaidschan leben 25.000 bis 30.000 Juden, die zu rund 75 % in Baku leben. Sie lassen sich in drei Gruppen unterteilen: Aschkenasim europäischer Herkunft, Bergjuden bzw. Taten (konzentriert in der Siedlung Qırmızı Qəsəbə im Norden des Landes) und georgische Juden. In Baku gibt es drei Synagogen, eine kleine Jeschiwa, eine jüdische Schule namens Hebrew Language School, die von ca. 300 Schülern besucht wird, sowie ein israelisches Zentrum.
Bei Ausgrabungen in der Stadt Şabran (Nordosten Aserbaidschans) zu Beginn der 1990er Jahre wurden die Überreste des ältesten jüdischen Viertels und einer Synagoge aus dem 7. Jahrhundert entdeckt. Während der Zeit der Demokratischen Republik Aserbaidschan (1918–1920) war Yevsey Gindes, ein ethnischer Jude, Gesundheitsminister des Landes. Zu den prominenten Persönlichkeiten der jüdischen Gemeinde aus Aserbaidschan zählen unter anderem der Nobelpreisträger für Physik Lew Landau, der Arzt Solomon Gusman, sowie der Panzerkommandant Albert Aqarunov, der im Bergkarabach-Krieg starb. Aserbaidschan gilt weltweit als eines der sichersten Länder für Juden, wo überwiegenden Angaben zufolge kaum antisemitische Übergriffe bekannt sind. Nach Einschätzung der deutschen Bundesregierung erfährt die jüdische Minderheit in Aserbaidschan Schutz und Unterstützung, ihre Repräsentanten werden von der Staatsführung gleichrangig mit den muslimischen Vertretern wahrgenommen.

#### Christentum
1998 waren 3,8 % der Bevölkerung russisch-orthodox. Es existiert eine Eparchie der Russisch-orthodoxen Kirche (ROK) für Aserbaidschan. Weitere christliche Kirchen haben jeweils nur einige tausend Mitglieder. In Baku gibt es drei russisch-orthodoxe, eine katholische und eine lutherische Kirche. Armenisch-apostolische Christen gibt es seit der Vertreibung der Armenier aus Aserbaidschan und dem Exodus Arzachs kaum noch, ebenso wenig wie Aserbaidschaner in Armenien. So wird kein armenisch-apostolisches Kirchengebäude mehr genutzt; viele sind abgerissen worden. Seit 1993 besteht in Baku eine evangelisch-lutherische Gemeinde, der viele Nachfahren der deutschen Minderheit (zwischen 1000 und 2000) angehören. Die Seelsorge gestaltet sich kompliziert; Pastor Günther Oborski wurde 1999 ausgewiesen.

### Bildung
Es besteht eine Schulpflicht von neun Jahren, aufgeteilt in eine vierjährige Grundschulzeit und eine fünfjährige Mittelschulzeit. Die Alphabetisierungsrate betrug über 99 % der erwachsenen Bevölkerung.
Von den 48 Hochschuleinrichtungen in Aserbaidschan sind 30 Einrichtungen staatliche Hochschulen und 18 Privathochschulen; 26 besitzen den Status einer Universität. Die größten Universitäten sind die 1919 gegründete Staatliche Universität Baku, die Aserbaidschanische Technische Universität, die Aserbaidschanische Staatliche Öl- und Industrie-Universität, die Architektur- und Bauuniversität Aserbaidschan, die Bakuer Slawische Universität, die Aserbaidschanische Staatliche Wirtschaftsuniversität, die Aserbaidschanische Sprachenuniversität, die Aserbaidschanische Universität der Kultur und Kunst und die Musikakademie. Circa 116.000 Studenten absolvieren ein Studium (Stand 2007).

### Gesundheit
Die Gesundheitsausgaben des Landes betrugen im Jahr 2021 4,7 % des Bruttoinlandsprodukts. Im Jahr 2018 praktizierten in Aserbaidschan 32,7 Ärztinnen und Ärzte je 10.000 Einwohner. Die Sterblichkeit bei unter 5-jährigen betrug 2022 18,1 pro 1000 Lebendgeburten.

## Landesname
Der Name Aserbaidschan stammt höchstwahrscheinlich von Atropates, einem Satrapen des persischen Großkönigs Dareios III. und später Satrap von Medien unter Alexander dem Großen im Jahr 328 v. Chr., ab, der über das Gebiet der heutigen nordwestiranischen Region Aserbaidschan herrschte. Das von ihm kontrollierte Gebiet nannten die Griechen (Media) Atropatene; die Parther machten daraus Āturpātakān, die Sasaniden dann Adurbadagān bzw. Adeirbadagān, woraus schließlich die heutige Namensform wurde. Nach einer älteren, allgemein als überholt geltenden Hypothese könnte der Ausdruck Aserbaidschan seine Wurzeln hingegen auch im antiken Zoroastrismus haben, wo es in der avestischen Frawardin Yascht heißt: „âterepâtahe ashaonô fravashîm ýazamaide“ („Wir verehren den Faravahar des heiligen Atarepata“). Hierfür spräche, dass sich in jenem Gebiet, das in der Spätantike Adurbadagān hieß, das große Feuerheiligtum Tacht-e Suleiman befand, das heute in Iran liegt. Das Gebiet der heutigen Republik Aserbaidschan ist deutlich kleiner als das des antiken Media Atropatene und stimmt großteils mit Albania überein.

## Geschichte

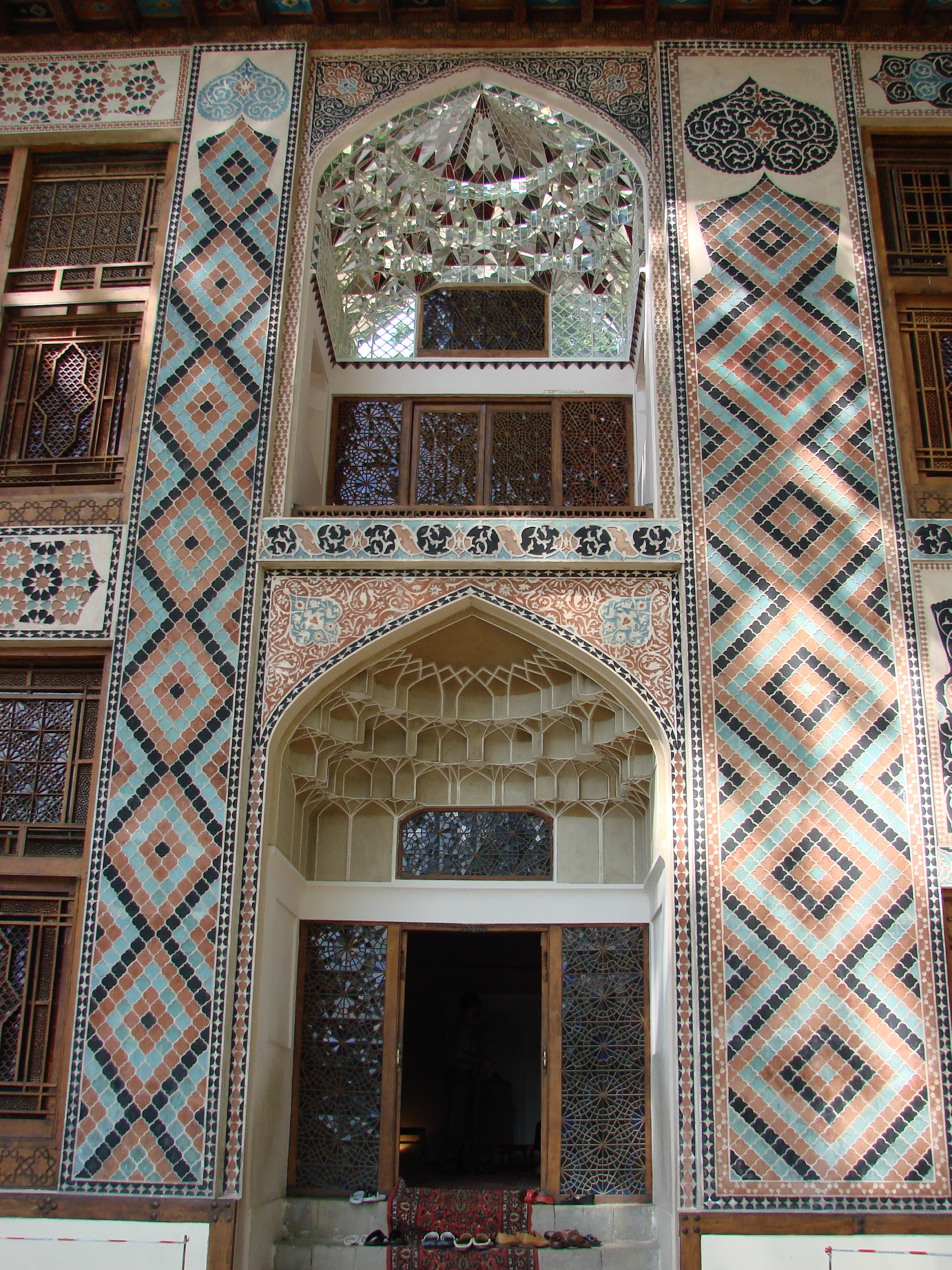
Khanspalast von Şəki

Am östlichen Rande des Südkaukasus gelegen, gehört Aserbaidschan zu den ältesten industriellen Produktionsstätten von Energieträgern wie Öl und Gas. Bereits im frühen Mittelalter war das als „Griechisches Feuer“ verwendete Erdöl wichtiges Exportprodukt der Region um Abşeron (Halbinsel).
Im persischen Sassanidenreich dienten die Fundstätten von Öl und Gas auf dem Gebiet von Abşeron und in anderen Ortschaften von Aserbaidschan nicht nur der Bereicherung des kaiserlichen Schatzamtes, sondern erlangten auch ihre Bedeutung als wichtige Kultstätten der damals herrschenden zoroastrischen Religionslehre. Man kann in vielen Bezirken Aserbaidschans die Überreste der alten zoroastrischen Tempel in Ortschaften mit besonders intensiven natürlichen Erdgasemissionen finden. Die Ölfelder Abşerons wurden nach der Islamisierung Aserbaidschans als Quelle der sagenhaften finanziellen Wohlfahrt berühmt und zum Eigentum der religiösen Stiftungen (waqf) erklärt. Somit trugen sie erheblich zum Erhalt und ihrer Blüte bei.
Die Aufnahme Aserbaidschans in das Große Seldschukenreich im 11. Jahrhundert spielt eine wichtige Rolle bei der Herausbildung des aserbaidschanischen Volkes. Zu Beginn des 11. Jahrhunderts wurde die Region allmählich von Wellen von Oghuz-Türken aus Zentralasien überfallen, die zu dieser Zeit einen turkmenischen ethnischen Namen annahmen. Die erste dieser türkischen Dynastien war das Seldschukenreich, das 1067 in Aserbaidschan eindrang.
Nach dem Tod von Timur entstanden in der Region zwei unabhängige und rivalisierende türkische Staaten: Qara Qoyunlu und Aq Qoyunlu. Aq Qoyunlu und Qara Qoyunlu bestanden hauptsächlich aus aserbaidschanischen Turkstämmen und hatten eine konföderierte Zwei-Staaten-Struktur, was ihre lokalen Regierungen stärkte.
Die Hauptsprache der Safawiden-Herrscher war Aseri, es wurde bis zum Zusammenbruch des Staates im Safawiden-Palast gesprochen. Die Feudalherren des Staates bestanden aus den aserbaidschanisch sprechenden Kizilbasch-Stämmen. Sie hatten die Oberhand in der Staatsverwaltung und bildeten die Staatsarmee der Safawiden
Nach dem Zerfall des Afschar-Reiches im Jahr 1747 entstanden in Aserbaidschan und im iranischen Aserbaidschan Khanate (Fürstentümer) aserbaidschanischer Herkunft.
Die Zeit der Khanate gilt als die Zeit der feudalen Zersplitterung Aserbaidschans. So begann das halbe Jahrhundert der Unabhängigkeit Aserbaidschans, wenn auch unter Bedingungen tiefgreifender politischer Zersetzung und Bürgerkrieg
Nach den russisch-persischen Kriegen von 1804–1813 und 1826–1828 war Qajar-Iran gezwungen, seine kaukasischen Gebiete an das Russische Reich abzutreten. Die Verträge von Gulistan 1813 und Turkmenchay 1828 definieren die Grenze zwischen dem zaristischen Russland und Qajar-Iran.

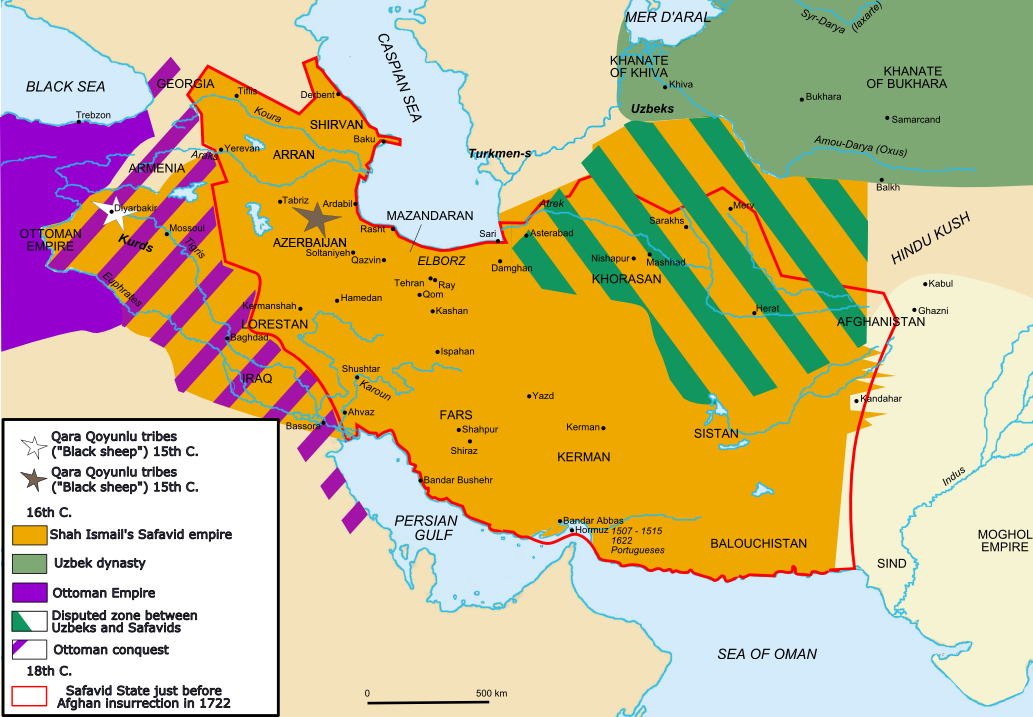
Persien unter den Safawiden

Der groß angelegte industrielle Abbau der kohlenwasserstoffhaltigen Energieträger auf dem Gebiet des heutigen Aserbaidschan ist jedoch auf engste Weise mit der so genannten „russischen Periode“ der Geschichte des Landes verbunden. Die russische Kolonialverwaltung im nördlichen Teil des Landes trieb Anfang der 1870er Jahre energisch die Versteigerung des Staatslandes auf der Halbinsel Abşeron voran. Ziel war es, private Investitionen für den Abbau der wirtschaftlich attraktiven Ressourcen der Region zu gewinnen. Der darauf folgende wirtschaftliche Aufschwung, verbunden mit der enormen Produktionssteigerung auf den Feldern von Abşeron, schaffte eine erfolgreiche Grundlage für die autarke Versorgung der russischen Wirtschaft mit wichtigen Produkten der petrochemischen Industrie wie Kerosin, Masut und Schmierstoffen. Während 1893 noch 51 % der Weltförderung auf die Vereinigten Staaten und 46 % auf Russland entfielen, hatte 1898 das Bakuer Revier die US-amerikanische Ausbeute überholt und stieg zum weltgrößten Erdölfördergebiet auf, welches auch Westeuropa versorgte und sich mit amerikanischen Exporteuren einen harten Konkurrenzkampf lieferte.

### Erste Unabhängigkeit und Sowjetrepublik
Am 28. Mai 1918 wurde die Aserbaidschanische Demokratische Republik (AXC) ausgerufen. Sie wurde von der Weltgemeinschaft als Subjekt des Völkerrechts de facto anerkannt und unterhielt diplomatische Beziehungen mit der Ukraine, Georgien, der Türkei und Litauen. Aserbaidschan war das erste islamische Land und weltweit eines der ersten Länder, das das Frauenwahlrecht einführte. Die Aserbaidschanische Demokratische Republik war ein weltlicher und politisch an westlichen Demokratien orientierter Staat mit starker Legislative. Politiker wie Mammedamin Rasulzade, Fatalixan Xoyski, Elimardan Toptschubashov spielten eine herausragende Rolle im damaligen Staatswerdungsprozess. Am 27. April 1920 erfolgte die Eroberung durch die Bolschewiki, worauf sich viele der führenden Politiker ins europäische Exil begaben.
Am 30. Dezember 1922 wurde Aserbaidschan als Aserbaidschanische SSR und Teil der Transkaukasischen SFSR (ein Verbund der Aserbaidschanischen SSR, der Armenischen SSR, der Georgischen SSR und der Abchasischen SSR) insgesamt Teil der Union der Sozialistischen Sowjetrepubliken (UdSSR). Diese gründete sich aus der Russischen SFSR, der Ukrainischen SSR, der Weißrussischen SSR und der Transkaukasischen SFSR.
Nach der zwangsweisen Sowjetisierung 1920 und der Verstaatlichung aller aserbaidschanischen Produktionsstätten erfolgten neue Investitionen in die petrochemische Industrie Aserbaidschans. Die Folge war ein erheblicher Anstieg der Produktion, wobei die direkte Kontrolle der strategischen Ressourcen Aserbaidschans durch die Moskauer Zentrale keine Einflussnahme der Führung der Aserbaidschanischen SSR auf die Verteilung der Produktion einräumte. 1941 lieferte Aserbaidschan 175 Millionen Barrel Erdöl, was einem Anteil von 75 % an der gesamtsowjetischen Produktion entsprach. Es ist deshalb nicht überraschend, dass die Ölfelder von Baku zu strategischen Zielen des Kaukasus-Feldzugs der Wehrmacht während des Zweiten Weltkriegs erklärt wurden. Im Zweiten Weltkrieg kämpften über 270.000 Aserbaidschaner in der Roten Armee.
Mit der Erschließung der neuen gigantischen Ölfelder in anderen Regionen der Sowjetunion, insbesondere in Westsibirien, ging die Bedeutung der aserbaidschanischen Ölquellen im wirtschaftlichen Leben der Sowjetunion allmählich zurück. Die hohe Qualität des aserbaidschanischen Erdöls, gemessen an seinem niedrigen Schwefelanteil, ermöglichte jedoch auch später seinen Einsatz als Treibstoff für Flugobjekte, insbesondere für Militärflugzeuge und Raketen. Bei den in Baku ansässigen Ausbildungseinrichtungen wurde weiterhin das notwendige Fachpersonal für die sowjetische petrochemische Industrie ausgebildet.

### Zweite Unabhängigkeit und Krieg mit Armenien um Bergkarabach
Am 18. Oktober 1991 wurde Aserbaidschan mithilfe von Befreiungsbewegungen wie der Volksfront Aserbaidschans von der Sowjetunion unabhängig. Das verursachte Chaos durch die militärischen Auseinandersetzungen um die Bergkarabach-Region führte in den ersten Jahren der Unabhängigkeit (erklärt am 18. Oktober 1991) zum Rückgang der gesamten nationalen Öl- und Gasförderung. In den nächsten Jahren wurde das niedrigste Förderungsniveau registriert: acht bis neun Millionen Tonnen jährlich.
In der Folgezeit erklärte sich die vorwiegend von christlichen Armeniern bewohnte Republik Arzach (bis 2017 Republik Bergkarabach) für unabhängig von Aserbaidschan und existierte seither als De-facto-Staat. International wurde die Republik Arzach nicht anerkannt und blieb staatsrechtlich Teil von Aserbaidschan. In einem bis 1994 andauernden Krieg mit armenischer Unterstützung gegen Aserbaidschan konnte sich die Republik Arzach behaupten und zudem Gebiete besetzen, die ihr ursprüngliches Territorium umgeben aber nicht von ethnischen Armeniern bewohnt werden.
2012 fand der Eurovision Song Contest in der Hauptstadt Baku statt, die Veranstaltungsarena Bakı Kristal Zalı wurde eigens dafür errichtet. Aserbaidschan rückte durch diese Großveranstaltung in die Aufmerksamkeit europäischer Medien, dabei wurden die Zustände im Land, insbesondere das autoritär herrschende Regime, vielfach kritisiert.
Im Krieg um Bergkarabach im Jahr 2020 eroberte Aserbaidschan dieses zunächst teilweise von der Republik Arzach zurück. „Am 19. September 2023 hatten Aserbaidschans Truppen die umstrittene Region mit seinem armenischen De-facto-Staat angegriffen, ihn binnen eines einzigen Tages zur Kapitulation gezwungen und damit die Region Bergkarabach schließlich vollständig vereinnahmt. Bis zu diesem Angriff hatte Aserbaidschan neun Monate lang den Latschin-Korridor blockiert, die einzige verbliebene Verbindung von Bergkarabach nach Armenien.“ Das führte zur Flucht der meisten dort ansässigen Armenier.
Mitte November 2024 ist das Land in seiner Hauptstadt Gastgeber der 29. UN-Klimakonferenz (COP 29).

### Umgestaltung Bergkarabachs nach der Eroberung durch Aserbaidschan
Nach der Eroberung Bergkarabachs 2020 und 2023 und der Flucht seiner praktisch gesamten autochthonen armenischen Bevölkerung wurde mit der Umgestaltung des Gebiets begonnen, wozu insbesondere die Tilgung der armenischen Vergangenheit gehört. Laut der aserbaidschanischen Staatsdoktrin sind sämtliche alten Kirchen (von vor der Zeit des Zarenreichs) nicht armenisch, sondern „kaukasisch-albanisch“. Vorhandene armenische Inschriften werden als „gefälscht“ dargestellt, weshalb ihre Entfernung vorgesehen ist. Ende 2023 wurden konkrete Pläne bekannt, die Auferstehungskirche im 2020 eroberten Hadrut in ein Museum für „albanische Kultur“ umzubauen. Mehrere Kirchen sind seitdem abgerissen wurden, darunter die historische Grüne Kirche (Kanatsch Scham) in Şuşa im Winter 2023/2024. Gleichzeitig wurde das vor dem Bergkarabachkonflikt armenische Dorf Daşaltı (Karin Tak) vollständig dem Erdboden gleichgemacht. Gleiches geschah mit einem ganzen Wohnviertel in Xankəndi, der ehemaligen karabach-armenischen Hauptstadt Stepanakert, um Neubauten für die neu gegründete Karabach-Universität Platz zu machen. Satellitenbilder vom April 2024 zeigten über das ganze Stadtgebiet verteilt auf den Straßen der Stadt Haufen von Wohnungsinventar, das offenbar nach draußen geworfen worden war. Im März 2024 wurde das Parlamentsgebäude der ehemaligen Nationalversammlung der Republik Arzach vollständig abgebrochen. Die regierungsnahe private Nachrichtenagentur Turan rechtfertigte dies damit, dass die Gebäude „ohne jede kulturelle oder historische Bedeutung“ seien und der Abriss einen maßgeblichen Schritt zur „Wiederherstellung der Integrität der Stadt“ darstelle. Armenische Straßennamen in Bergkarabach wurden getilgt und durch aserbaidschanische ersetzt. In Xankəndi wurde eine Hauptstraße nach Enver Pascha benannt, einem der Planer des Völkermordes an den Armeniern ab 1915. Nach Auskunft von Monument Watch stellt die Zerstörung des Wohneigentums und des armenischen kulturellen Erbes ein schweres Kriegsverbrechen, einen Verstoß gegen die Haager Konvention von 1954 und gegen die Entscheidung des Internationalen Gerichtshofs (IJC) dar. Dieser hatte im November 2023 entschieden, dass Baku seine Verpflichtungen gemäß dem Internationalen Übereinkommen zur Beseitigung jeder Form von Rassendiskriminierung erfüllen müsse, insbesondere alle notwendigen Maßnahmen „um Vandalismus und Entweihung armenischen kulturellen Erbes zu verhindern und zu bestrafen, einschließlich aber nicht allein Kirchen und andere Gebetsstätten, Denkmäler, Landmarken, Friedhöfe und Kunstwerke.“ Das Portal Bellingcat wies auf die aus der Entscheidung des ICJ hervorgehende Verpflichtung Aserbaidschans hin, „Personen, die nach dem 19. September 2023 Bergkarabach verlassen haben und zurückkehren wollen, dies in sicherer, ungehinderter und rascher Weise zu ermöglichen“. Auf eine Anfrage Bellingcats antworteten die aserbaidschanischen Behörden nicht.
Nach Einschätzung des Juristen und Menschenrechtlers Thomas Becker vom September 2024 ist COP 29 möglicherweise die letzte Möglichkeit für die internationale Gemeinschaft, Aserbaidschans Präsidenten Ilham Alijew die Menschenrechtsverstöße in Bergkarabach zur Rechenschaft zu ziehen und eine endgültige vollständige ethnische Säuberung der Region zu verhindern.

## Politik

### Politisches System
Aserbaidschan ist seit 1992 geprägt vom autoritären Führungsstil der Präsidenten und durch Korruption unterminiert. Laut dem Demokratieindex des Economist gehörte Aserbaidschan 2023, wie schon in den Jahren zuvor, zu den autoritären Regimen.
Die Verfassung der Republik Aserbaidschan wurde am 12. November 1995 verabschiedet. Im Artikel 7. der aserbaidschanischen Verfassung ist der Staat als eine demokratische, rechtsstaatliche, weltliche und unitarische Republik gekennzeichnet. Nach der Verfassung sind die gesetzgebende, die vollziehende und die rechtsprechende Gewalt im Rahmen ihrer Befugnisse unabhängig und wirken zusammen.
Die Gesetzgebung wird offiziell vom Parlament, der aserbaidschanischen Nationalversammlung (Milli Məclis) ausgeübt. Es hat 125 Sitze, die seit 2005 nach einem Mehrheitswahlsystem für eine Periode von fünf Jahren gewählt werden. Ein Parlamentssitz wird für den Wahlkreis Bergkarabach (Dağlıq Qarabağ) freigehalten. Als Aserbaidschan erstmals 1918 als Demokratische Republik Aserbaidschan unabhängig wurde, erhielten Frauen das aktive und passive Wahlrecht. Dies wurde unter sowjetischer Verwaltung beibehalten und bei der erneuten Unabhängigkeit 1991 bestätigt.
Die vollziehende Gewalt übt der Präsident aus. Die Amtszeit des Präsidenten dauert sieben Jahre.
Nach Artikel 125. der Verfassung üben die rechtsprechende Gewalt durch Rechtsprechung nur Gerichte (das Verfassungsgericht, das Oberste Gericht, die Berufungsgerichte, die allgemeinen und die speziellen Gerichte der Aserbaidschanischen Republik) aus.

### Regierung

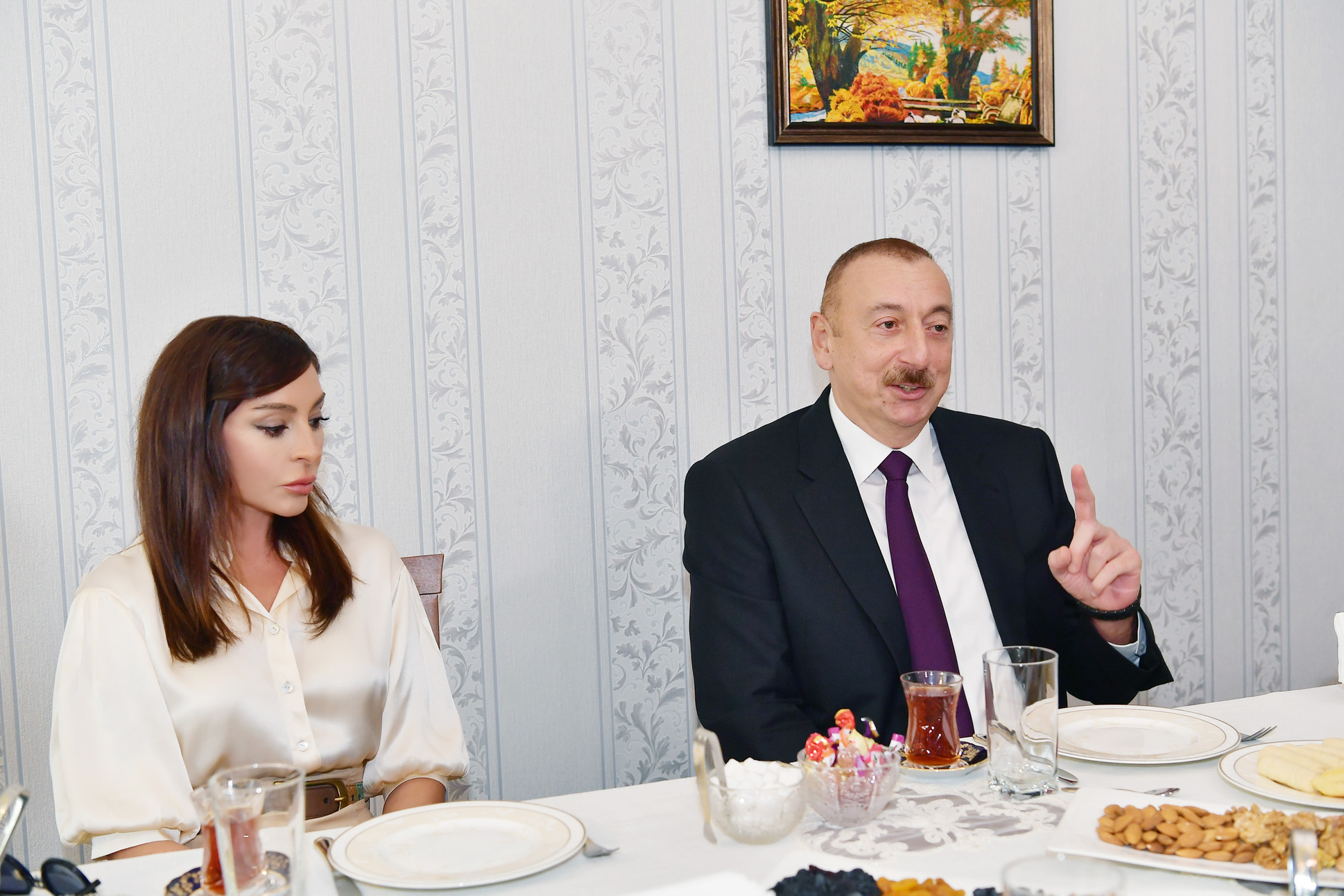
İlham Əliyev, Präsident Aserbaidschans, und seine Ehefrau, die Vizepräsidentin Mehriban Əliyeva (2019)

Staatsoberhaupt ist der Präsident, der in geheimer, allgemeiner Wahl für die Periode von sieben Jahren gewählt wird. Bis 2016 galt eine fünfjährige Amtszeit, bis 2009 eine Beschränkung auf zwei Amtszeiten. Beides wurde durch Verfassungsreferenden abgeschafft beziehungsweise geändert. Das Amt des Staatspräsidenten hat İlham Əliyev, Sohn des 2003 verstorbenen Staatspräsidenten Heydər Əliyev, inne. Sein Vater Heydər Əliyev wiederum war einst durch einen Militärputsch an die Macht gekommen. İlham Əliyev gehört der regierenden Partei Neues Aserbaidschan (aserbaidschanisch Yeni Azərbaycan) an. Nach der Wahl vom 15. Oktober 2003 verkündete man ein Ergebnis von über 80 % für ihn. Er ließ sich am 31. Oktober 2003 inaugurieren. İlham Əliyevs Ehefrau Mehriban Əliyeva ist die Vizepräsidentin des Landes.
Ministerpräsident ist seit Oktober 2019 Əli Əsədov von der Partei Neues Aserbaidschan.

### Opposition
Wichtigste Oppositionspartei ist die Aserbaidschanische Hoffnungspartei. Eine besondere Rolle hat die älteste politische Partei in Aserbaidschan, die Gleichheitspartei (auch Müsawat). Daneben gibt es die Aserbaidschanische Kommunistische Partei.
Internationale Wahlbeobachter (unter anderem von der OSZE) berichten von Wahlfälschung und Einschüchterungsversuchen. Die Opposition warf der Regierung etwa bei den Präsidentenwahlen im Oktober 2003 Fälschung vor. Nach Bekanntgabe des Ergebnisses kam es am 16. Oktober in der Hauptstadt Baku zu Unruhen, bei denen mindestens zwei Menschen getötet, viele verletzt und mehrere Oppositionspolitiker festgenommen wurden. Kritikern der Regierung gilt Aserbaidschan unter der Herrschaft von İlham Əliyev als ein Inbegriff eines Polizeistaates.

### Politische Indizes
| Name des Index                     | Indexwert    | Weltweiter Rang | Interpretationshilfe | Jahr |
| ---------------------------------- | ------------ | --------------- | --- | ---- |
| Fragile States Index               | 72,8 von 120 | 72 von 179      | Stabilität des Landes: erhöhte Warnung 0 = sehr nachhaltig / 120 = sehr alarmierend Rang: 1 = fragilstes Land / 179 = stabilstes Land | 2024 |
| Demokratieindex                    | 2,8 von 10   | 126 von 167     | Autoritäres Regime 0 = autoritäres Regime / 10 = vollständige Demokratie                                                              | 2024 |
| Freedom in the World Index         | 7 von 100    | —               | Freiheitsstatus: unfrei 0 = unfrei / 100 = frei                                                                                       | 2024 |
| Rangliste der Pressefreiheit       | 25,5 von 100 | 167 von 180     | Sehr ernste Lage für die Pressefreiheit 100 = gute Lage / 0 = sehr ernste Lage                                                        | 2025 |
| Korruptionswahrnehmungsindex (CPI) | 22 von 100   | 154 von 181     | 0 = sehr korrupt / 100 = sehr sauber                                                                                                  | 2024 |

### Außenpolitik

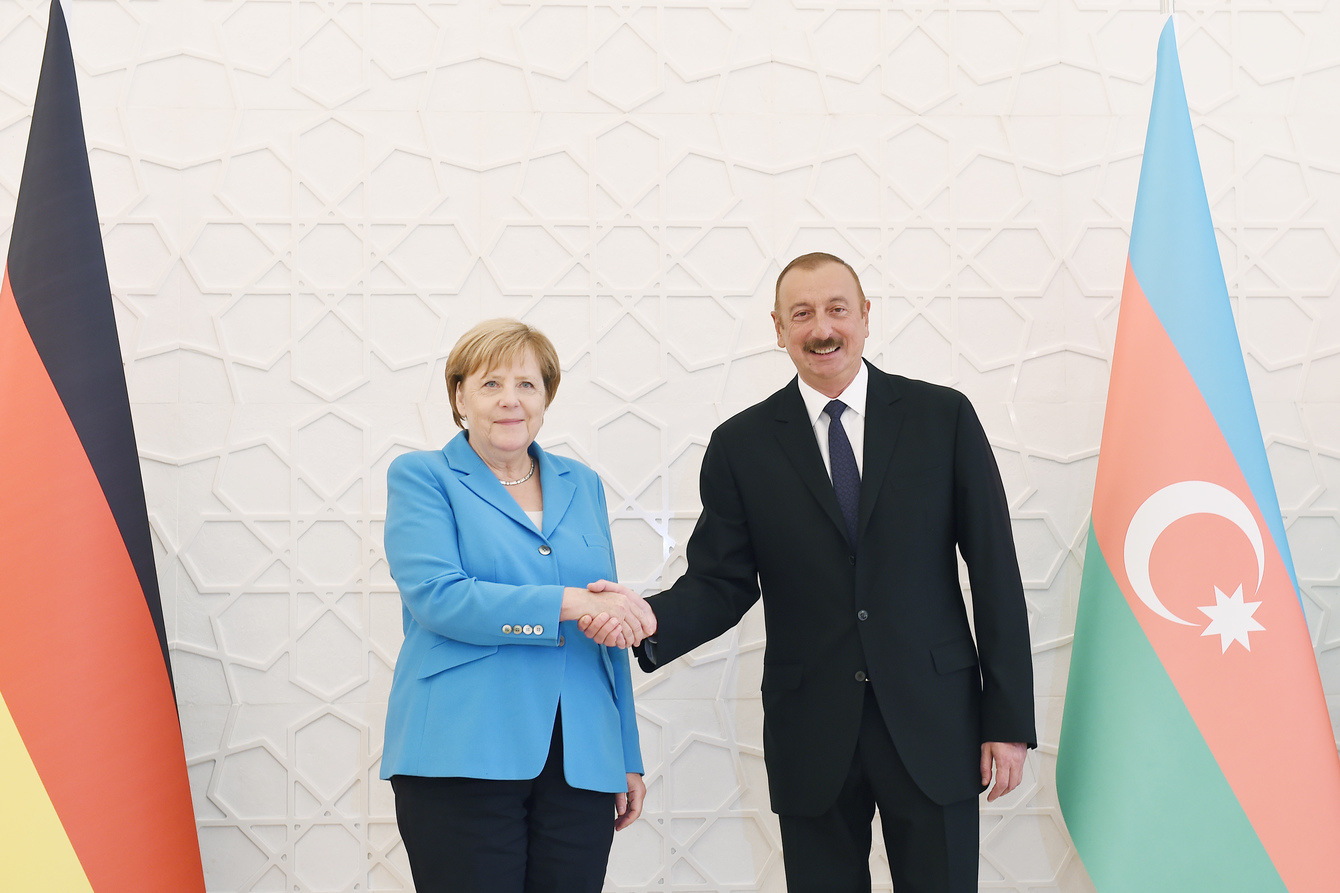
İlham Əliyev mit Angela Merkel im August 2018

Unmittelbar nach der Unabhängigkeit Aserbaidschans war die Sicherstellung der Eigenständigkeit oberste Priorität in der Außenpolitik des Landes. Es verfolgte zunächst eine stark pro-türkische und pro-westliche Politik. Die Beziehungen zu Russland waren gespannt, weil Russland auf verschiedenste Weise Druck ausübte, um es in seinen Einflussbereich zurückzuholen. Seit dem Amtsantritt von Heydər Əliyev und der Inbetriebnahme der Baku-Tiflis-Ceyhan-Pipeline, die den Export von aserbaidschanischen Energieträgern unter Umgehung Russlands ermöglicht, haben sich die Beziehungen verbessert.
Die Beziehungen zu seinem südlichen Nachbarn Iran sind aufgrund der Widersprüche zwischen Aserbaidschans säkularisiertem und Irans klerikalen System angespannt. Die Frage der ethnischen Aserbaidschaner, die auf beiden Seiten der Grenze leben, und die Konkurrenz im Rohstoffmarkt tragen zu Spannungen bei. Mit dem Ziel, Aserbaidschan zu schwächen, ist die Islamische Republik Iran eine enge Partnerschaft mit dem mit Aserbaidschan verfeindeten Armenien eingegangen. Aserbaidschan arbeitet hingegen im Rohstoffmarkt und Rüstungsbereich stark mit Israel zusammen. Die Beziehungen zur Türkei waren kurz nach der Unabhängigkeit Aserbaidschans aus ethnischen und sprachlichen Gründen besonders eng; sie sind in den letzten Jahren aber etwas abgekühlt. Somit ist Aserbaidschan Bestandteil der West-Ost-Achse (Vereinigte Staaten, Türkei, Israel, Georgien, Aserbaidschan) gegenüber der konkurrierenden Nord-Süd-Achse bestehend aus Russland, Armenien und Iran.
Außenminister ist seit Juli 2020 Jeyhun Bayramov.
Aserbaidschan ist seit 1992 Mitglied der Vereinten Nationen. Es hat 1997 die Mitgliedschaft bei der WTO beantragt, die Beitrittsverhandlungen laufen bis heute. Aserbaidschan ist weiterhin Mitglied in folgenden internationalen Institutionen: EBRD, Europarat, GUS, GUAM, IWF, NATO-Partnerschaft für den Frieden, OSZE, Schwarzmeer-Wirtschaftskooperation, OIC, Organisation der Turkstaaten, UNESCO, Weltbank, Interpol, Internationale Fernmeldeunion und OATCT. Es ist nicht mehr Mitglied in der von Russland geführten Sicherheitsstruktur Organisation des Vertrags über kollektive Sicherheit.

#### Armenien

Karte des Konflikts:

Aserbaidschan hatte sich jahrzehntelang mit Armenien um Bergkarabach gestritten. Das früher autonome Gebiet auf aserbaidschanischem Territorium wurde mehrheitlich von Armeniern bewohnt. Am 2. September 1991 erklärte es sich für unabhängig. Seit 1992 wurde Bergkarabach sowie umliegende Gebiete zu einem großen Teil von Truppen der international nicht anerkannten Republik Bergkarabach (ab 2017 Republik Arzach) kontrolliert, die dieses Gebiet beansprucht. Bergkarabach gehört völkerrechtlich zu Aserbaidschan, befand sich de facto aber unter Kontrolle armenischer Kräfte. Mit Armenien bestehen keine diplomatischen Beziehungen, die beiden Staaten befinden sich noch im Krieg miteinander. Die 2007 in Madrid dazu ausgehandelten Basic Principles sehen den Truppenabzug vor, der 1993 in vier UNO-Resolutionen (822, 853, 874, 884) und später in Stellungnahmen des Europarats und des Europäischen Parlaments gefordert wurde. Einige von armenischem Gebiet umgebene aserbaidschanische Exklaven, wie Kərki, sind von Armenien besetzt; Aserbaidschan seinerseits hat wiederum armenische Exklave Arzwaschen besetzt.
Im armenisch-aserbaidschanischen Krieg im Jahr 2020 konnte Aserbaidschan weite Teile von Bergkarabach zurückerobern. Am 19. September 2023 erfolgte dann ein Überraschungsangriff aserbaidschanischer Soldaten auf Bergkarabach, der die Kapitulation der Republik Arzach erzwang. In den darauffolgenden Tagen floh die ethnisch-armenische Bevölkerung Bergkarabachs nach Armenien. Bereits seit 2021 entwickelte sich zusätzlich zum Streit um Bergkarabach ein Armenisch-aserbaidschanischer Grenzkonflikt an der internationalen Grenze beider Länder. Parallel dazu wird über einen dauerhaften Frieden verhandelt.

#### Europapolitik
Eine Grundlage der bilateralen Beziehungen zwischen der Europäischen Union und Aserbaidschan bildet das 1996 unterzeichnete und Mitte 1999 in Kraft getretene Partnerschafts- und Kooperationsabkommen. Als Mitglied des Europarats ist Aserbaidschan in die europäischen Strukturen eingebunden. Mit der EU ist das Land über die Europäische Nachbarschaftspolitik mit Aktionsplänen verbunden. Seit 2009 ist es darüber hinaus Mitglied der Östlichen Partnerschaft, deren Ziel die Heranführung von Ländern Osteuropas an die Europäische Union ist. Der parlamentarische Kooperationsausschuss zwischen der EU und Aserbaidschan, dem beiderseitig hochrangige Politiker angehören, hält einen Beitritt Aserbaidschans zur EU für möglich.
Zur Europäischen Nachbarschaftspolitik hat die Europäische Kommission im Zusammenhang mit der EU-Erweiterung am 12. Mai 2004 ein unilateral formuliertes Strategiepapier vorgelegt, das den strategischen Kern der ENP enthält. Mit dieser Mitteilung empfahl die Kommission dem Rat zum ersten Mal, einen Beschluss zu fassen, um die südkaukasischen Ländern, einschließlich Aserbaidschan, in die Europäische Nachbarschaftspolitik einzubeziehen.
Im September 2014 wurde in Baku der Grundstein für die Transanatolische Pipeline (TAP) gelegt. Für diesen Teil des geplanten „Südlichen Gaskorridors“ wurden Transportmengen von jährlich 16 Milliarden Kubikmeter Erdgas bis 2020 [veraltet] und 30 Milliarden Kubikmeter bis 2031  projektiert.

#### Kaviar-Diplomatie
Die Europäische Stabilitätsinitiative (ESI) berichtete 2012, wie seit Aserbaidschans Eintritt in den Europarat jedes Jahr 30 bis 40 EU-Abgeordnete auf Reisen nach Aserbaidschan eingeladen und mit Gastgeschenken, darunter teurem Kaviar (Kilopreis 1400 €), wertvollen Seidenteppichen, Gold, Silber und mit hohen Geldbeträgen überhäuft wurden. Auch zahlreiche Abgeordnete des deutschen Bundestages ließen sich luxuriöse Reisen nach Baku finanzieren und fungierten als Gegenleistung als Lobbyisten im Durchsetzen der Interessen der aserbaidschanischen Regierung. Neben der ESI kritisierte ebenfalls die Antikorruptionsorganisation Transparency International die als „Kaviar-Diplomatie“ bezeichnete Vorgehensweise Aserbaidschans.
Im Frühjahr 2017 wurde der italienische Abgeordnete des Europarates Luca Volontè wegen der Annahme von Bestechungsgeldern in Millionenhöhe angeklagt. Die Gelder seien aus Aserbaidschan geflossen. Der Europarat setzte daraufhin eine unabhängige Kommission ein, die eine Einflussnahme Aserbaidschans auf Mitglieder des Gremiums untersuchen sollte. Am 22. April 2018 legte die Kommission ihren Abschlussbericht vor, in dem mehreren aktuellen und ehemaligen Mitgliedern des Europarates Lobbyarbeit für Aserbaidschan gegen Bezahlung vorgeworfen wurde. Korruptionsvorwürfe wurden unter anderem gegen die deutschen Politiker Eduard Lintner und Karin Strenz sowie gegen den ehemaligen Präsidenten der Parlamentarischen Versammlung des Europarates, den Spanier Pedro Agramunt Font de Mora, erhoben. Im Anschluss wurden weitere Vorwürfe wegen Lobbytätigkeiten der Bundestagsabgeordneten Axel Fischer (CDU) und Mark Hauptmann (CDU) für Aserbaidschan erhoben. Schon 2012 geriet der damalige Vorsitzende der Jungen Union Baden-Württemberg, Nikolas Löbel nach einem Lobbyfinanzierungsversuch durch eine staatliche aserbaidschanische Organisation in die Kritik. Löbel zog nach der Bundestagswahl am 24. September 2017 in den Bundestag ein, war Mitglied im Auswärtigen Ausschuss und vertrat bis zu seinem Rücktritt am 10. März 2021 politische Positionen für Aserbaidschan. Er trat zurück, nachdem bekanntgeworden war, dass er als „Provision“ für COVID-Masken 250.000 Euro erhalten hatte.

#### Verhältnis zu Deutschland
Aserbaidschan war 2020 unter den zehn wichtigsten Rohöllieferanten Deutschlands. 2015 führte Aserbaidschan Erdöl im Wert von 1,2 Mrd. USD. nach Deutschland aus. Eine aserbaidschanisch-deutsche parlamentarische Arbeitsgruppe und eine deutsch-südkaukasische parlamentarische Arbeitsgruppe fördern eine parlamentarische Zusammenarbeit zwischen Deutschland und Aserbaidschan.

### Menschenrechte
In Aserbaidschan kommt es regelmäßig zu schwerwiegenden Verletzungen der Menschenrechte. Frauen werden in Aserbaidschan unterdrückt, ebenso ethnische und religiöse Minderheiten. Die Meinungsfreiheit ist stark eingeschränkt, Regierungskritiker werden verfolgt und inhaftiert.
Die aserbaidschanische Verfassung enthält offiziell einen umfassenden Menschenrechtskatalog. Bis 1998 existierte die Todesstrafe, sie ist aber abgeschafft. Das Land ist einer Reihe internationaler Abkommen zum Schutz von Menschenrechten beigetreten. Ende 2001 hat Aserbaidschan die Europäische Menschenrechtskonvention ratifiziert. Seit dem Beitritt Aserbaidschans zum Europarat im Januar 2001 unterliegt das Land einem sogenannten „Monitoring“ durch die Parlamentarische Versammlung und das Ministerkomitee des Europarates. Diese Institutionen übten Kritik an der mangelnden Umsetzung der Vorgaben des Europarates, insbesondere hinsichtlich der Medienfreiheit.
Einige regimekritische Nichtregierungsorganisationen sind in Aserbaidschan tätig. Sie müssen allerdings große administrative Hürden überwinden, wie umfangreiche Registrierungspflichten.

### Presse- und Medienfreiheit
Die Nichtregierungsorganisation Reporter ohne Grenzen beurteilt die Lage der Pressefreiheit in Aserbaidschan als „sehr ernst“. Die meisten Medien des Landes gelten als regierungskonform. Zusätzlich wurde das Büro des National Democratic Institute 2014 geschlossen.
Die Rundfunksender BBC, Radio Free Europe / Radio Liberty und Voice of America sind in Aserbaidschan seit Januar 2009 gesperrt. Die internationale Nichtregierungsorganisation Freedom House stufte Aserbaidschans Presse als „Nicht frei“ ein und auch das Komitee zum Schutz von Journalisten gab an, dass in Aserbaidschan keine ausländischen oder unabhängigen Rundfunkanstalten existieren und die wenigen unabhängigen Journalisten Einschüchterungsversuchen sowie Gefängnisstrafen auf Grund fingierter Beweise ausgesetzt sind.

### Homosexualität
Homosexualität ist in Aserbaidschan seit dem Jahr 2000 aufgrund von Druck seitens des Europarats legal, doch LGBT-Personen sind weiterhin Diskriminierung, Gewalt und staatlicher Repression ausgesetzt. Die gesellschaftliche Ablehnung hat historische Wurzeln in der sowjetischen und russischen Kolonialgeschichte, in der Homosexualität pathologisiert und kriminalisiert wurde. Trotz wachsender Sichtbarkeit und zivilgesellschaftlichem Engagement bleibt rechtlicher Schutz weitgehend aus, während queere Identitäten häufig politisch instrumentalisiert und stigmatisiert werden.

### Militär
Aserbaidschan hat etwa 150.000 aktive Soldaten. Es besteht eine 12- bis 18-monatige Wehrpflicht, ein Kriegsdienstverweigerungsrecht hat das Land nicht. Aserbaidschan gab 2017 knapp 3,9 Prozent seiner Wirtschaftsleistung oder 1,5 Milliarden Dollar für seine Streitkräfte aus.

### Verwaltung
Aserbaidschan gliedert sich in:

Verwaltungsgliederung von Aserbaidschan

- 59 Rayons (rayonlar; rayon – Singular),
- 1 Autonome Republik (Muxtar Respublika),
- 10 republikunmittelbare Städte (respublika tabeli şəhərlər; şəhər – Singular)[131]:

Die Autonome Republik Nachitschewan gliedert sich in sieben Rayons (rayonlar) und eine Stadt (şəhər).

## Wirtschaft

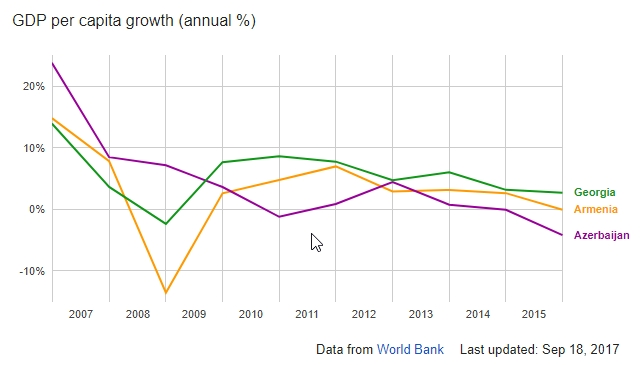
Wachstumsrate des BIP pro Kopf in Armenien, Georgien und Aserbaidschan

Prinzipiell baut die Wirtschaft in Aserbaidschan auf der Erdöl- und Gasindustrie auf. Nach dem Oil und Gas Journal vom Januar 2012 hat Aserbaidschan 7 Milliarden Barrel Erdölreserven. Die Diversifizierung der Wirtschaft ist größte Herausforderung und ein erklärtes Ziel der Regierung.
Im Global Competitiveness Index, der die Wettbewerbsfähigkeit eines Landes misst, belegt Aserbaidschan Platz 35 von 137 Ländern (Stand 2017–2018). Im Index für wirtschaftliche Freiheit belegte das Land 2019 Platz 60 von 180 Ländern.
Das Land führt eine Wertpapierbörse mit der Bezeichnung Börse Baku.

### Entwicklung
Die Wirtschaft Aserbaidschans wächst seit Anfang des 21. Jahrhunderts sehr schnell. Die Erdölindustrie ist der wichtigste Wirtschaftszweig des Landes.
Ein großes Problem Aserbaidschans ist der hohe Grad an Korruption und zu hohe Abhängigkeit vom Ölpreis. Die Entwicklung der verschiedenen Sektoren ist die größte wirtschaftliche Herausforderung des Landes. Ein weiteres Ziel des Präsidenten İlham Əliyev ist es, die Armut zu mindern und damit der Opposition potenzielle Unterstützer zu nehmen. Nach Berechnungen der Weltbank leben 5,3 % der Bevölkerung unter der Armutsgrenze.
| Jahr                                    | 2010   | 2015   | 2016   | 2017   | 2018   | 2019   | 2020   | 2021   | 2022   | 2023   |
| --------------------------------------- | ------ | ------ | ------ | ------ | ------ | ------ | ------ | ------ | ------ | ------ |
| BIP in Mrd. USD (Kaufkraftparität)      | 115,8  | 141,4  | 138,4  | 141,1  | 151,9  | 167,2  | 153,0  | 203,9  | 228,7  | 239,6  |
| BIP pro Kopf in USD (Kaufkraftparität)  | 12.869 | 14.740 | 14.258 | 14.380 | 15.347 | 16.798 | 15.345 | 20.335 | 22.728 | 23.660 |
| BIP-Wachstum (real)                     | 5,0 %  | 1,1 %  | −3,1 % | 0,2 %  | 1,5 %  | 2,5 %  | −4,2 % | 5,6 %  | 4,7 %  | 1,1 %  |
| Inflation (in Prozent)                  | 5,7 %  | 4,0 %  | 12,4 % | 12,9 % | 2,3 %  | 2,6 %  | 2,8 %  | 6,7 %  | 13,9 % | 8,8 %  |
| Staatsverschuldung (in Prozent des BIP) | 5 %    | 18 %   | 21 %   | 23 %   | 19 %   | 18 %   | 21 %   | 26 %   | 17 %   | 22 %   |

### Bodenschätze

#### Öl
Aserbaidschan ist nach Russland und Kasachstan der drittwichtigste Erdölexporteur des postsowjetischen Raums. 2005 erwirtschaftete die Ölindustrie 67 % des BIP, der Anteil der Öl- und zunehmenden Erdgasförderung am BIP stieg über lange Zeit. Aserbaidschan förderte 2009 knapp über 1 Million Barrel (ca. 159 Mio. Liter) Erdöl pro Tag (1997: 173.000 Barrel); 2015 waren es noch 800.000 Barrel. Für den Export des Öls wurde die Baku-Tiflis-Ceyhan-Pipeline gebaut und im Sommer 2005 eröffnet. Sie kann täglich eine Million Barrel Rohöl von Baku in die türkische Hafenstadt Ceyhan transportieren. Die Gewinne aus der Rohstoffförderung sollten in einen staatlichen Ölfonds fließen. Mit diesem sollte für die Zukunft Aserbaidschans nach dem Ölzeitalter vorgesorgt und makroökonomische Stabilität geschaffen werden. Neft Daşları ist eine der größten Ölförderanlagen der Welt. Sie hat sich zu einer Stadt entwickelt, in der mittlerweile ca. 5000 Menschen leben.

#### Gas
Aserbaidschan hat Gazprom den Zuschlag für 1,2 Billionen Kubikmeter seiner Gasreserven erteilt. Darüber hinaus galt Aserbaidschan als Hauptlieferant für den südlichen Gas-Korridor, bestehend aus Südkaukasus-Pipeline (SCPX), Transanatolischer Pipeline (TANAP) und der Transadriatischen Pipeline (TAP), die seit 2020 Gas über Georgien, die Türkei, Griechenland, Albanien und die Adria nach Italien bringt.
Aserbaidschan gilt als Beispielfall für die Holländische Krankheit: Infolge des rasch expandierenden Öl- und Gasgeschäfts wurde die industrielle und landwirtschaftliche Produktion stark vernachlässigt (wie in den Niederlanden der 1970er Jahre). Kapital und Arbeitskräfte wurden abgezogen und unter Einsatz staatlicher Mittel in die Rohstoffbranche umgelenkt. Die durch den Export bedingte Währungsaufwertung schwächte die Exportchancen der anderen Industrien, deren Produkte von billigen Importen substituiert werden. Diese Abhängigkeit vom Ölexport rächte sich während des Falls des Ölpreises 2014/15. Dieser führte zu einer Abwertung der Landeswährung Manat um fast 50 %.

### Arbeitsmarkt
Die Arbeitslosenquote wird mit ca. 6 % angegeben, allerdings ist Unterbeschäftigung häufig. 2014 arbeiteten 37 % aller Arbeitskräfte in der Landwirtschaft, 17,5 % in der Industrie und 48,9 % im Dienstleistungssektor. Die Gesamtzahl der Beschäftigten wird für 2017 auf 5,12 Millionen geschätzt. 48,8 % der Arbeitskräfte sind Frauen, was einem der höchsten Anteile in der islamischen Welt entspricht.

### Außenhandel
Aserbaidschan wickelte im Jahre 2017 ein Außenhandelsvolumen von 17,7 Milliarden Euro ab. Die EU importierte im Jahre 2017 Waren im Wert von 9,4 Milliarden Euro aus Aserbaidschan, davon waren 98,1 % Erdöl und Erdgas. Die EU exportierte im Jahre 2017 Waren im Wert von 1,7 Milliarden Euro nach Aserbaidschan, davon waren 42 % Maschinen und Fahrzeuge, jeweils etwa 15 % Chemikalien und Industriewaren. Im gleichen Jahr nahmen die 28 EU-Staaten 48,2 % aller aserbaidschanischen Exporte ab, was die EU zum wichtigsten Exportmarkt Aserbaidschans vor der Türkei (13,6 %) und Israel (6,1 %) macht. Aus der EU stammen die meisten Importe (21,7 % aller Importe 2017) vor Russland (17,7 %) und der Türkei (14,8 %). Für die EU ist Aserbaidschan hingegen von sehr untergeordneter Bedeutung, sie wickelt nur 0,3 % ihres Außenhandels mit dem Land ab. Aserbaidschan verzeichnete im Jahre 2017 einen Handelsbilanzüberschuss von 2,1 Milliarden Euro.
Die beiden Pipelines BTC und Südkaukasus-Pipeline sind für den Außenhandel Aserbaidschans von höchster Bedeutung und ein kritischer Faktor im Streben Aserbaidschans nach Aufrechterhaltung seiner Eigenständigkeit. Ein Angriff auf die Energieexporte durch diese Pipelines betrachtet Aserbaidschan deshalb als Angriff auf seine nationale Sicherheit.

### Staatshaushalt
Der Staatshaushalt umfasste 2016 Ausgaben von umgerechnet 11,64 Milliarden US-Dollar, dem standen Einnahmen von umgerechnet 12,18 Milliarden US-Dollar gegenüber. Daraus ergibt sich ein Haushaltsüberschuss in Höhe von 3,0 % des Bruttoinlandsprodukts (2014: 0,5 %).
Die Staatsverschuldung betrug 2021 26,4 % des BIP.
2020 betrug der Anteil der Staatsausgaben (in % des BIP) folgender Bereiche:
- Gesundheit: 4,6 %
- Bildung: 4,3 %
- Militär: 4,5 % (2023)

### Gewerkschaften
Der aserbaidschanische Gewerkschaftsbund AHİK (Azərbaycan Həmkarlar İttifaqları Konfederasiyası) ist Mitglied des Internationalen Gewerkschaftsbundes (IGB). Die Zahl der Mitglieder in den zum ATUC gehörenden Einzelgewerkschaften wird mit 735.000 Mitgliedern (Stand: November 2017) angegeben.

## Infrastruktur

### Eisenbahn
Der Schienenverkehr wird von der staatlichen Azərbaycan Dəmir Yolları betrieben. Die Netzlänge beträgt 2918 km. Davon sind etwa 1300 km elektrifiziert.
Aufgrund des Konflikts mit Armenien um Bergkarabach ist der grenzüberschreitende Verkehr nach Armenien eingestellt. Damit besteht auch kein Eisenbahnverkehr in die Exklave Autonome Republik Nachitschewan. Der Eisenbahnverkehr dort wird von einer Tochtergesellschaft der Azərbaycan Dəmir Yolları durchgeführt, der Naxçivan Dəmir Yolları.

### Flugverkehr
Als wichtigstes Luftdrehkreuz in Aserbaidschan dient der Flughafen Baku (ICAO-Code: UBBB, IATA-Code: GYD), welcher 15 km östlich des Stadtzentrums von Baku liegt. Von hier bestehen Flugverbindungen nach Europa und Asien, wie auch zwei Verbindungen in die Vereinigten Staaten. Russland ist mit 11 angeflogenen Flughäfen das am meisten angeflogene Land. (Stand Dezember 2019)
Es gibt vier weitere internationale Flughäfen in Aserbaidschan.
In Gəncə gibt es den Flughafen Gəncə (ICAO-Code: UBBG, IATA-Code: KVD), von welchem aus drei internationale und zwei nationale Ziele bedient werden.
In Qəbələ, Qabala International Airport (ICAO-Code: UBBQ, IATA-Code: GBB), welches aktuell nur eine Route nach Moskau, Russland anbietet, demnächst aber eine weitere Route durch Air Arabia nach Sharjah, VAE anbieten will.
In Lankaran, wo vom Lankaran International Airport (ICAO-Code: UBBL, IATA-Code: LKK) aus gleich zwei Flughäfen in Moskau, Russland bedient werden.
In der Exklave Nachitschewan gibt es nahe der gleichnamigen Hauptstadt den Nakhchivan International Airport (ICAO-Code: UBBN, IATA-Code: NAJ). Von dort aus kann man sowohl in die Türkei, nach Russland als auch mit Turkish Airlines einmal in der Woche nach Ganja fliegen.

### Sonstige Infrastruktur
- Hafen in Baku
- Motorisierung: 49 Kraftfahrzeuge pro 1000 Einwohner
- Rundfunk: İTV (staatlicher Hörfunk- und Fernsehsender)
- Straßennetz: 24.981 km (davon 92,3 % befestigt)
- Metro Baku

## Kultur

### Künste und Internet
Siehe auch:
- Aserbaidschanische Literatur
- Aserbaidschanischer Film
- Aserbaidschanische Volkstänze
- Aserbaidschanische Popmusik

Im Jahr 2021 nutzten 86 Prozent der Einwohner Aserbaidschans das Internet.

### Feiertage
Der 28. Mai ist in Aserbaidschan der Tag der Republik, der als Unabhängigkeitstag der Demokratischen Republik Aserbaidschan (1918) gefeiert wird. Ramadan ist das am häufigsten praktizierte islamische Fest unter den Aserbaidschanern. In Aserbaidschan wird jedes Jahr am 9. Mai der Tag des Sieges über den Faschismus im Jahr 1945 gefeiert. Auch das Opferfest wird begangen.

### Küche
Die aserbaidschanische Küche ähnelt der iranischen und türkischen Küche.
Die dickflüssige Suppe Piti ist ein Hammelfleischeintopf mit Kichererbsen. Dovğa ist eine Suppe aus scharfem Joghurt, Spinat, etwas zerkleinertem Knoblauch je nach Geschmack und anderen Kräutern mit Reis und Fleischklößchen oder ohne (je nach Republikgebiet). Eine Variante des Hauptgerichtes Dolma besteht aus mit Kräutern gewürztem Hackfleisch und Reis, gefüllt in Wein- oder Kohlblätter. Dolma gibt es aus Auberginen, Paprika, Tomaten und anderem Gemüse. Eine Variante des Hauptgerichtes Pilaw besteht aus Reis, Hammelfleisch und zusätzlichen Zutaten. Das Gericht gibt es in verschiedenen Arten. So gibt es beispielsweise Plov mit Hühnerfleisch, Fisch oder Kastanien anstelle von Hammelfleisch. Auch Früchte (wie Granatäpfel), Gemüse, Kräuter oder Trockenobst, beispielsweise Rosinen, werden häufig verwendet. Ein beliebtes Erfrischungsgetränk ist Şərbət (Schärbät), das aus Zitrone, Minze oder Basilikum, aber auch aus vielen anderen verschiedenen Früchten zubereitet wird.

### Sport
2015 wurden in Baku, das sich als einziger Ausrichter beworben hatte, die ersten Europaspiele unter Teilnahme von etwa 6000 Athleten durchgeführt. Vorsitzende des Vorbereitungskomitees war die Ehefrau des Präsidenten, Mehriban Əliyeva. Unter den 52 teilnehmenden Nationen erreichte das Land im Medaillenspiegel den zweiten Platz hinter Russland.
In der Fußball-Europa-League spielten 2015 zum ersten Mal zwei aserbaidschanische Mannschaften, Qarabağ Ağdam und FK Qəbələ, in der Gruppenphase. 2016 spielten die beiden Mannschaften in der Gruppenphase. Zuvor waren schon Neftçi Baku (2012) und FK Qarabağ Ağdam (2014) in dieser Phase einzeln vertreten.
Erstmals wurde 2016 ein Formel-1-Rennen mit dem Großen Preis von Europa in Baku veranstaltet. Es wurde ein Stadtkurs von 6,003 Kilometer Länge durch das Stadtzentrum und rund um die historische Altstadt geführt.
Bei den Olympischen Sommerspielen 2016 in Rio de Janeiro hat Aserbaidschan 18 Medaillen gewonnen: 1 Gold, 7 Silber und 10 Bronze. Nach Anzahl der Goldmedaillen hat Aserbaidschan den Platz 39 belegt. Nach Anzahl der insgesamt gewonnenen Medaillen jedoch teilt das Land die Plätze 14.–15. mit Neuseeland, belegt den Platz 7 unter europäischen Ländern und Platz 1 unter moslemischen Ländern. Platz 1 belegte Aserbaidschan als effektivste Mannschaft auf den Olympischen Spielen im Verhältnis der Anzahl der Teilnehmer (56) zur Anzahl der gewonnenen Medaillen (18).
Special Olympics Aserbaidschan wurde 1990 gegründet und nahm mehrmals an Special Olympics Weltspielen teil.
Eine „lebende Legende“ des aserbaidschanischen Sports ist der Karateka Rəfael Ağayev. Er hat bis jetzt fünf Weltmeister (zuletzt im Oktober 2016 in Linz) und zehn Europameistertitel sowie die 1. Europaspiele im Kumite gewonnen.
Schach ist in Aserbaidschan sehr beliebt. Die Spitzenspieler werden staatlich gefördert. Größte Erfolge sind die Siege bei der Europäischen Mannschaftsmeisterschaft 2009, 2013 und 2017.
Garri Kasparow (* 1963) wuchs in Baku auf, er und seine Familie flohen jedoch 1990 vor anti-armenischen Pogromen aus Aserbaidschan. Weitere bekannte Spieler (Großmeister) sind Teymur Rəcəbov, Şəhriyar Məmmədyarov sowie der mit nur 27 Jahren verstorbene Vüqar Həşimov.